# För det fanns inga barn i Ravensbrück
... för det fanns inga barn i Ravensbrück är en bok skriven av Lena Millinger om barnen Gladys och Ivan Neuman som 13 och 10 år gamla deporterades till, och senare räddades från, det nazistiska koncentrationslägret Ravensbrück. En översättning till engelska med titeln ... Because there were no children in Ravensbrück: the story of Gladys and Ivan Neuman gavs ut 2024.

## Författare
Millinger är född 1945 och har under sin yrkesverksamma tid arbetat med kommunikation och marknadsföring i både industriell och kulturell miljö. Hon har som pensionär bland annat arbetat som reseledare samt ägnat sig åt minnesarkeologi.

## Handling
Boken handlar om syskonen Gladys och Ivan Neuman som tillsammans med sin mamma Etta Neuman på grund av sin judiska börd och Nazitysklands judeförföljelser deporterades vintern 1944/45 från Budapest till koncentrationslägret Ravensbrück. I barnens åsyn misshandlades modern till döds i mars 1945. De två barnen, födda 1931 och 1934, var undernärda, sjuka och traumatiserade och räddades genom aktionen De vita bussarna under ledning av Folke Bernadotte och anlände till Malmö i slutet av april 1945. Barnen vistades i Sverige under drygt ett år innan de hösten 1946  på grund av sitt amerikanska medborgarskap överfördes till släktingar i USA. 
Gladys Neuman gifte sig och tog namnet Gladys Broffman. Hon fick ett barn 1951, men avled 1953 i leukemi i en ålder av 22 år. 
Ivan Neuman amerikaniserade sitt namn till Ivan Newman, och kom efter en stormig ungdomstid att verka som företagare och affärsman. Han trodde sig kunna leva i nuet utan minnen, men så småningom dök hans förträngda barndom upp. Han påverkades även av släktingar som ville bearbeta och klargöra det förflutna.  
Newman påverkades även av rättsfallet med Hugo Princz(de), som efter bland annat förhandlingar på högsta nivå mellan USA:s Bill Clinton och Tysklands Helmut Kohl år 1995 ledde till en prejudicerande dom som öppnade upp nya möjligheter för överlevande amerikaner att söka skadestånd från Tyskland för brott begångna av Nazityskland.
Newman ansökte 1998 om sådant skadestånd, men hade svårigheter att bevisa till exempel sin vistelse i Ravensbrück. Detta berodde bland annat på att det officiellt inte fanns några barn i detta läger, samt att lägerdokumentation i många fall förstördes i krigets slutskede för att dölja missdåd och missförhållanden. Newman kom då att kontakta Lena Millinger, som bidrog till att leta fram dokumentation och tidningsreportage i Sverige som bidrog till att styrka Newmans berättelse och krav på skadestånd.

## Bild på Ivan Neuman
Journalisten Elly Jannes med signaturen "Amaryllis", samt fotografen KW Gullers var på plats i Malmö i början av maj 1945 och gjorde reportage och tog bilder av de anländande flyktingarna som bland annat publicerades i tidningarna Vi och Se. Ivan Neuman förekommer på en bild där han som en tydligt undernärd 11-åring utan att nämnas vid namn beskrivs som "Denna lilla ungerska medborgare ...". Bilden användes som vinjettbild för utställningen "Vita bussarna - fotografier av KW Gullers" anordnad av Forum för levande historia 2021.
Denna och liknande bilder har problematiserats bland annat av Ingrid Lomfors, som anser att bilderna och berättelserna "förstärker berättelsen om det goda landet som tar emot de nödlidande på de vita bussarna. Därmed grundlades den så länge rådande uppfattningen att Sverige inte bär något medansvar för Hitlertysklands utrotningspolitik".

## Utgåvor
- Millinger, Lena (2021). ... för det fanns inga barn i Ravensbrück: en berättelse om Gladys och Ivan Neuman. Hestra: Isaberg förlag. Libris 2gk93d3g0t22bw7t. ISBN 9789185089758
  - Millinger, Lena (2024) (på engelska). ... Because there were no children in Ravensbrück: the story of Gladys and Ivan Neuman (First edition in English). Hestra: Isaberg förlag. Libris h2fh39hrf5vdgzcx. ISBN 9789188721624